# Jindřich Čoupek
Jindřich Čoupek (2. únor 1918 Komín – 22. září 1942 Mauthausen) byl československý voják a příslušník výsadku Bivouac.

## Mládí
Narodil se 2. února 1918 v Komíně u Brna. Otec Ondřej byl drobný zemědělec a obecní zřízenec, matka Josefa, rozená Staňková byla v domácnosti. Měl vlastní sestru a nevlastního bratra.
Po absolvování obecné školy a tří tříd školy měšťanské se vyučil obchodním příručím. Po vyučení pracoval jako úředník odbytu. Základní vojenskou službu nastoupil 1. března 1939 u 10. pěšího pluku v Brně. 23. března 1939 byl propuštěn na trvalou dovolenou.

## V exilu
V červnu 1939 společně s bratrancem přešel do Polska. Po prezentaci do československé zahraniční jednotky vstoupil do Cizinecké legie a odplul do Francie. V Cizinecké legii byl prezentován 2. srpna 1939 v Sidi bel Abbes. Po vypuknutí 2. světové války byl zařazen k 1. pěšímu pluku československé zahraniční armády, se kterým se účastnil bojů o Francii.
Po pádu Francie byl 27. června 1940 evakuován do Anglie. V hodnosti četaře byl zařazen k 1. pěšímu praporu. Na jaře 1941 absolvoval kurz pro poddůstojníky. Po zařazení do výcviku pro plnění zvláštních úkolů absolvoval od 15. srpna do 8. listopadu 1941 základní sabotážní kurz, parakurz a kurz průmyslové sabotáže. Po povýšení na rotného absolvoval doškolovací kurz.

## Nasazení
Společně s F. Pospíšilem a L. Zapletalem byli vysazeni 28. dubna 1942 u dvora Požáry na Křivoklátsku. Přesunuli se do Brna a ukryli se u Čoupkových příbuzných. Zde byl 3. května 1942 zatčen gestapem. Vězněn byl na bývalé právnické fakultě v Brně, poté v Kounicových kolejích a nakonec v Mauthausenu, kde byl 22. září 1942 bez soudu popraven oběšením.
Za pomoc výsadku byli následně popraveni i čtyři Čoupkovi příbuzní. Od roku 1971 je po nich pojmenována „ulice Čoupkových“ v Brně, ve čtvrti Komín

## Po válce
Dne 1. prosince 1945 byl in memoriam povýšen na podporučíka a následně na poručíka pěchoty. Na rodném domě v Brně byla v roce 1946 odhalena pamětní deska.

## Vyznamenání
- 1944 –  Pamětní medaile československé armády v zahraničí se štítky Francie a Velká Británie
- 1945 –  Československý válečný kříž 1939